# Alama Ieremia
Namulauulu Alama Ieremia (Apia, 27 ottobre 1970) è un ex rugbista a 15 e allenatore di rugby a 15 neozelandese di origine samoana, tre quarti centro degli Hurricanes in Super Rugby e internazionale sia per Samoa che per gli All Blacks.

## Biografia
Figlio di Lale Ieremia, ministro della chiesa cristiana congregazionale di Samoa, Alama trascorse parte della sua infanzia Nuova Zelanda, a Canterbury con la famiglia, quando suo padre frequentava l'università di Christchurch per un baccalaureato in divinità.
Tornato a Samoa per continuare gli studi superiori, Alama Ieremia vinse una borsa di studio in Geografia alla Victoria University di Wellington nel 1991, e fu reclutato anche dalla locale federazione rugbistica che disputava il campionato nazionale provinciale.
Nel 1992 fu convocato a livello internazionale per Samoa, debuttando ad Apia, sua città natale, contro Tonga; disputò in totale 5 incontri per il suo Paese d'origine, poi nel 1994, approfittando del fatto che le norme sull'idoneità erano più elastiche di quelle attuali, fu chiamato dalla Federazione neozelandese per rappresentare gli All Blacks, con i quali disputò il suo primo test match a Dunedin contro il Sudafrica.
L'anno seguente fece parte della rosa che prese parte alla Coppa del Mondo di rugby 1995, in cui la Nuova Zelanda giunse fino alla finale persa 15-18 contro i padroni di casa degli Springbok.
Nel 1996 prese vita il Super Rugby, campionato professionistico tra franchise sudafricane, neozelandesi e australiane, e Ieremia fu incorporato nella formazione di Wellington degli Hurricanes; a titolo statistico il giocatore si segnala per essere il realizzatore della prima meta in assoluto della storia di tale torneo, nell'incontro inaugurale della prima stagione contro gli Auckland Blues.
Presente anche alla Coppa del Mondo di rugby 1999 nel Regno Unito dove la Nuova Zelanda giunse quarta, disputò la sua ultima partita in Nazionale un anno più tardi, durante il Tri Nations 2000, a Johannesburg ancora contro il Sudafrica.
Nel 2002, lasciata la Nuova Zelanda, si trasferì in Giappone al Suntory Sungoliath, in cui rimase fino al 2004 per poi terminare la carriera agonistica e iniziare quella di tecnico; da allenatore in seconda fu allo stesso club fino al 2006.
Tornato in patria, ha ricoperto vari incarichi tecnici nella provincia di Wellington dalla stagione 2012 alla 2014 è stato l'allenatore in seconda della franchise degli Hurricanes in Super Rugby.